# Sinagoga de Anim
La sinagoga de Anim (en hebreo: בית כנסת חורבת ענים‎) es una antigua sinagoga y monumento arqueológico al sur de Israel. La estructura, datada del siglo IV, se encuentra en el bosque de Yatir al noroeste de Arad y al sur de la denominada línea verde. La sinagoga fue declarada sitio de Patrimonio Nacional de Israel.

## Descripción

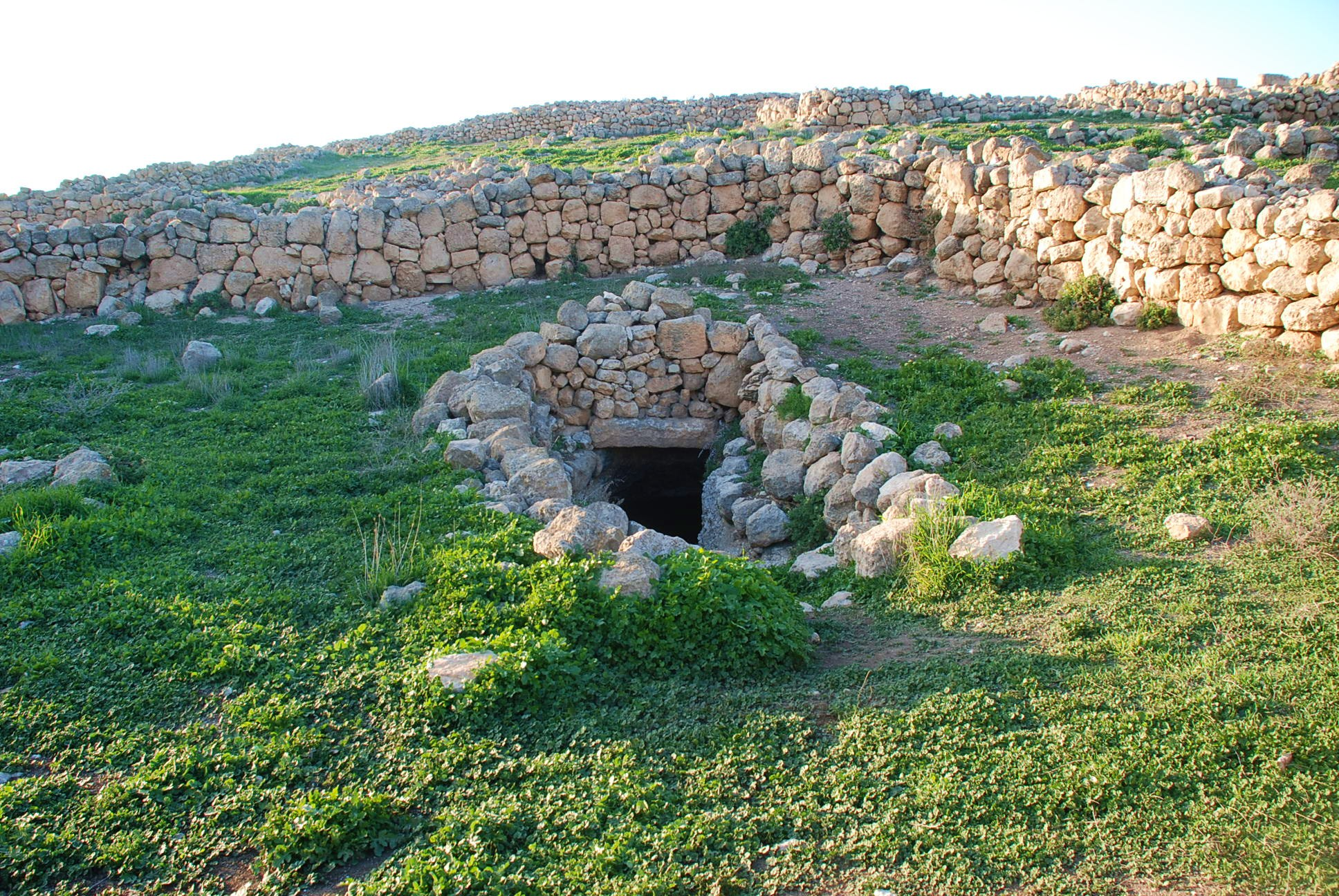

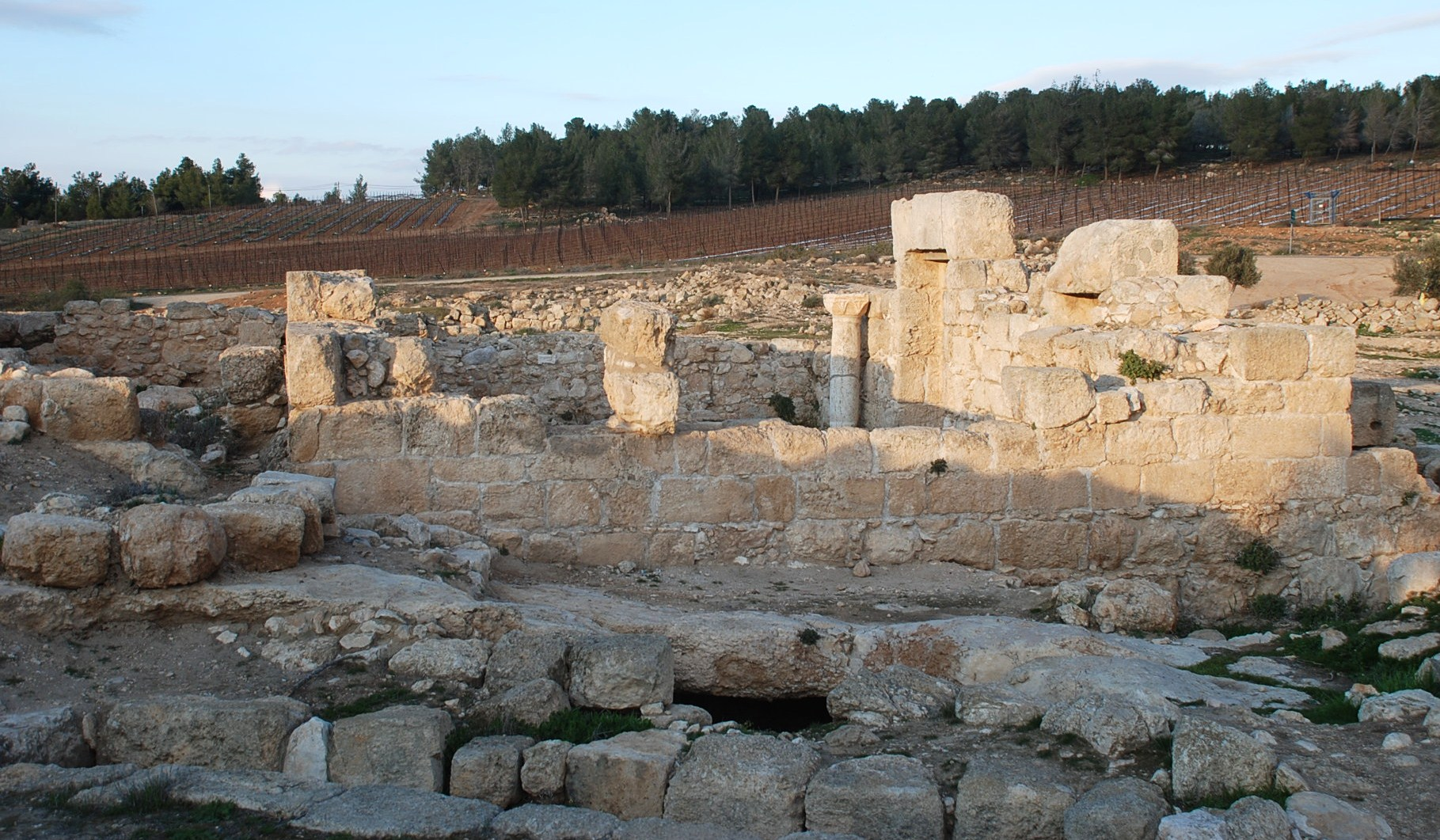

La estructura se encuentra en un antiguo yacimiento identificado como el Anim bíblico (Libro de Josué, 15:50), y se cree que fue el lugar de la importante localidad judía de Anaya durante el período romano-bizantino.
El yacimiento fue descubierto durante unas obras de excavación realizadas en la zona en 1987. Consiste de una sala de oración rectangular de unos 14,5 x 8,5 metros orientada hacia Jerusalén, como es la costumbre judía, un pórtico de entrada y un patio con aposentos a ambos lados. Unas paredes de piedra tallada aún se conservan a una altura de 3,5 metros, y dos de las entradas desde el este aún conservan su característico dintel intacto. Los restos de un suelo de mosaico fueron recuperados por debajo del embaldosado del actual suelo de losa, como también el fragmento de una inscripción hebrea.
El edificio sirvió para su propósito original, como sinagoga, hasta el siglo VII u VIII, cuando fue convertido en mezquita durante la expansión del Islam en sus primeros años.
El lugar de la antigua aldea recibe actualmente el nombre de Baja Horvat Anim, situado a menos de dos kilómetros de la contemporánea aldea cristiana de Alta Horvat Anim, en cuyas inmediaciones fue descubierta en excavaciones posteriores una iglesia bizantina de grandes dimensiones. Desde la iglesia se podía contemplar fácilmente la aldea judía, con la que estaba unida por un camino, una configuración común de la época y repetida en múltiples sitios de la región.